# Dictyna quadrispinosa
Dictyna quadrispinosa là một loài nhện trong họ Dictynidae.
Loài này thuộc chi Dictyna. Dictyna quadrispinosa được James Henry Emerton miêu tả năm 1919.